# رامون ماسو تارويلا
كان رامون ماسو تارويلا (1928 - 2017) خبيرًا إسبانيًا في مجال الإعلام والاتصالات. كذلك اشتهر بالدور الذي لعبه في الحركة الكارلية إبان ستينيات القرن العشرين. اكتسب شهرةً وطنيةً ملحوظةً خلال سبعينيات وثمانينيات القرن العشرين حين نشر العديد من الكتب بصفته باحثًا أكاديميًا ومنظرًا ومتخصصًا في مجال الاتصالات التسويقية، وذلك فضلًا عن مشاركته في إدارة إحدى الوكالات الإعلامية. وفي علم التأريخ، يُعرف عنه ممارسته لدور معتدل في السياسة خلال منتصف الحقبة الفرانكوية. تزعم مجموعة من الناشطين الكارليين الشباب الذين تحدوا أتباع التيار التقليدي، واستطاعوا ضمان هيمنة التيار التقدمي في نهاية المطاف. بيد أن محاولته الرامية إلى الترويج للأمير كارلوس هوغو كملك مستقبلي وكبديل عن الأمير خوان كارلوس، باءت بالفشل.

## العائلة ومرحلة الشباب
ينحدر ماسو من عائلة كتالونية بورجوازية مرموقة وميسورة الحال. يرجع أصل جده، رامون ماسو مارسير (الذي توفي عام 1936)، إلى بلدة ساحلية تدعى سانت بيري دي ريبس. انتقل إلى مدينة برشلونة ليؤسس عمله التجاري الخاص في عام 1885، وذلك خلال التوسع السريع لقطاع الصناعات النسيجية الكتالوني. أسس شركةً متخصصةً في إنتاج أصبغة النسيج، والتي أحرزت نجاحًا معقولًا، ليتغير اسمها وتصبح معروفةً بـ«هيئة ر. ماسو سيا الجماعية» في عام 1902. دخل ابنه المدعو خوان ماسو سولير (الذي توفي عام 1975) ميدان العمل التجاري العائلي في عام 1912، وطور الشركة إلى أن أصبحت شركة كيماويات متنوعة. كذلك امتلك ماسو سولير عددًا من العقارات في منطقة بيدرالبس، والتي كانت تقع في ضواحي برشلونة آنذاك. كان عضوًا في العديد من المؤسسات التجارية والحرفية الكتالونية على غرار جمعية برشلونة الاقتصادية لأصدقاء البلاد، ورابطة كيميائيي الصناعات النسيجية. وفي وقت غير محدد، يرجح أنه في منتصف عشرينيات القرن العشرين، تزوج الأخير من نوريا تارويلا ريو. عاش الزوجان في قصر ماسو الفاره الكائن في جادة بيرسون بمنطقة بيدرالبس.
أنجب خوان ونوريا ثمانية أطفال، ثلاثة منهم صبية وخمس بنات. نشأ جميعهم في جو كاثوليكي متدين، اتسم باعتداله المحافظ. لا يعرف شيء عن سنوات رامون الدراسية الأولى خلال مطلع ثلاثينيات القرن العشرين. غادرت عائلة ماسو مدينة برشلونة، التي اجتاحتها جماح الثورة، عقب اندلاع الحرب الأهلية، في ظل ظروف يعزوها الوضوح. واستطاعوا، بطريقة ما، بلوغ المنطقة الواقعة تحت سيطرة القوميين، مستقرين في مدينة سان سيباستيان. عادت العائلة إلى برشلونة بعد انتهاء أعمال الاقتتال. واستأنف ماسو سولير أعماله التجارية في المجال الكيميائي. لم تقدم أي من المصادر المستعان بها معلومات عما إذا كان رامون -الذي بلغ الثامنة عشر من العمر في عام 1946- يدرس أو أنه انخرط في العمل التجاري العائلي في شبابه خلال أربعينيات القرن العشرين. انتقل إلى مدينة مدريد في وقت ما خلال أواخر أربعينيات القرن العشرين، ملتحقًا بكلية الفلسفة والآداب في الجامعة الوسطى. حاز على شهادة في الفلسفة عن أطروحته التي حملت عنوان «قضايا تربوية في مجال الابتكار التعليمي». لم تعرف سنة تخرج ماسو، ولكن يُحتمل أن تكون في عام 1954. انتقل إلى مدينة بلباو خلال منتصف خمسينيات القرن العشرين، ليباشر التدريس في كلية غاثتلويتا المتأسسة قبل أعوام قليلة على يد كل من مؤسسة أوبوس داي (انتسب ماسو إلى أوبوس داي في عام 1948) والطبقة البرجوازية العليا المحلية في بلدة غوتكسو.
لم يتزوج ماسو ولم ينجب أطفالًا على الإطلاق. التحق شقيقاه خوسيه لويس وخوان أنطونيو بشركة العائلة. خلال ستينيات القرن العشرين، بادر خوسيه لويس -بصفته شريكًا مالكًا ورئيسًا تنفيذيًا- إلى تغيير اسم الشركة لتصبح «شركة ماسو التجارية المحدودة للصناعات الكيماوية»، والتي توسعت إلى قطاعات جديدة في السوق، وهي ما زالت نشطة حتى يومنا هذا. كذلك عرف عنه مشاركته في نادي آر سي دي إسبانيول البرشلوني لكرة القدم. انتقل الأخ الأصغر، خوان أنطونيو، من عالم الأعمال التجارية، وبدأ بدراسة القانون الكنسي، ليُرسم ككاهن في عام 1965. وأضحى النائب الإقليمي لمؤسسة أوبوس داي بعد نقله إلى أستراليا، وظل في هذا المنصب حتى وفاته. كان عمه بعيد القرابة، رامون أوليفيراس ماسو، من أنساب ماسو الآخرين المعروفين؛ إذ كان كيميائيًا، وشغل منصب مدير شركة إسكويلا دي إنخنيروس إندوسترياليس في مدينة برشلونة خلال مطلع ثلاثينيات القرن العشرين. وظل يدّرس هناك حتى عام 1936.

## بدايات انخراطه مع الكارليين (حتى عام 1955)
ارتبط والد ماسو بالتيار الكتالوني المحافظ المتصف باعتداله السياسي، وشغل مناصب ثانوية في المجموعة الإقليمية لكاتالونيا. أصبح على اتصال مع الكارليين في وقت لاحق خلال الحقبة الفرانكوية، ولا يُستبعد انضمامه إليهم، ولكن لم يكن لديه «سجل عائلي» كارلي حتى اندلاع الحرب الأهلية. وبالتالي، لم تتجلَ الآلية التي أدت إلى انتساب رامون إلى بيلايوس، وهي المنظمة الكارلية الخاصة بالناشئين، حين كان في التاسعة من عمره، خلال سنوات الحرب التي قضاها في المنفى بمدينة سان سيباستيان. انسحب ماسو عقب دمج المنظمة مع فرع فليتاس الشبابي الفلانخي (الكتائبي) كجزء من الاندماج السياسي الفرانكوي. شارك في التظاهرات المناوئة للوحدة، حين كان طفلًا في عام 1937، مرددًا شعار «الموت لفرانكو» وشعار «الموت للفلانخيين». بقي نشطًا في الهياكل الشبابية الكارلية غير الرسمية بعد عودته إلى مدينة برشلونة، وحضر مسيرات مؤيدة للكارليين. وبحسب الرواية التي ذكرها في وقت لاحق، فقد أصبح عاقد العزم على التصرف، مهما كلف الثمن، حين كان في تجمع في دير سانتا ماريا دي مونتسيرات في عام 1945.
خلال سنواته الأكاديمية في مستهل أربعينيات القرن العشرين وخمسينياته، وجد ماسو نفسه جزءًا من موجة الطلاب الكارليين الشباب الذين نشطوا في مدينة مدريد. ازداد سخط هؤلاء مما عدوه جوًا يسوده التغاضي والتراخي، والذي خيم على الأوساط الكارلية. لم يكن ماسو معجبًا بالأعمال النظرية للمثقفين التقليديين، من أمثال رافائيل غامبرا، والتي وجدها منقحة فكريًا، دون أن يكون لها قيمة عملية تذكر. وعوضًا عن ذلك، كان مفتونًا بخوسيه أورتيغا إي غاسيت ونظرته المختزلة للسياسة في العمل. صاغ رؤيته الكارلية في إطار النشاط الرامي إلى الدفع بحدود ما أمكن تحقيقه. لم يحضر الدورات التي نظمتها أكاديمية فاسكيز دي ميلا الكارلية، وذلك رغم التحاقه بالجماعة الطلابية التقليدية، وهي منظمة طلابية كارلية التوجه لم تكن قانونية من الناحية التقنية، ولكن كان وجودها مقبولًا.
تطورت مشاعر ماسو المناهضة للفلانخيين خلال طفولته لتأخذ شكل وجهة نظر حازمة معادية للفرانكويين، وذلك على خلفية امتعاضه من زيادة تهميش الكارلية في إسبانيا خلال عهد فرانكو. وفي أوائل خمسينيات القرن العشرين، شارك بالتعاون مع نشطاء آخرين من الجماعة الطلابية التقليدية، في حملات لتوزيع منشورات مناوئة للاتحاد الجامعي الإسباني، وهي المنظمة الأكاديمية الرسمية والقانونية الوحيدة. كذلك شارك في تظاهرات ومناوشات صغيرة ضد أعضاء الاتحاد الجامعي، وهو ما أدى إلى إقالة رئيس الاتحاد خورخي خوردانا دي فوينتس في نهاية الأمر. تهيأت له الفرصة للقاء المدعي الكارلي دون خافيير للمرة الأولى في عام 1952، إذ شارك ماسو في مأدبة طعام أقيمت بالترافق مع المؤتمر الأفخارستي في مدينة برشلونة، حيث أدلى المدعي ببعض التصريحات السياسية.